# M65 (astronomia)
M 65 (conosciuto anche come NGC 3623) è una galassia a spirale visibile nella costellazione del Leone. È stata scoperta da Pierre Méchain nel 1780. M65 forma un tripletto di galassie ben visibile, il Tripletto del Leone, assieme alle sue vicine: la galassia spirale M66 e la galassia spirale NGC 3628.

## Osservazione

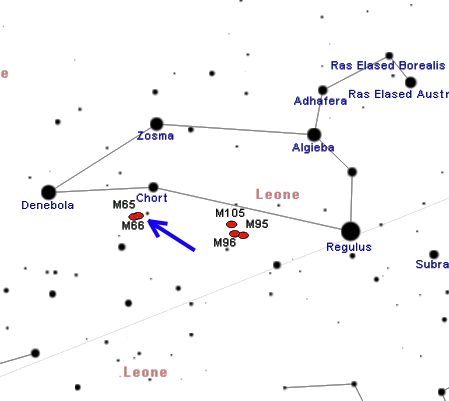
Mappa per individuare M65.

M65 è abbastanza facile da localizzare, grazie alla sua posizione esattamente a metà via fra le stelle θ Leonis e ι Leonis; sebbene sia anche al limite della portata di un binocolo 10x50, questa galassia è molto meglio osservabile con telescopi a partire dai 150mm di apertura. Con un 300mm si mostra come un fuso di colore argentato, disposto in senso nord-sud, mentre l'alone è attraversato da una banda scura di polveri.
M65 può essere osservato con facilità da entrambi gli emisferi terrestri, grazie al fatto che la sua declinazione non è eccessivamente settentrionale; dalle regioni boreali è maggiormente osservabile e si presenta estremamente alto nel cielo nelle notti di primavera, mentre dall'emisfero australe resta sempre mediamente più basso, ad eccezione delle aree prossime all'equatore. È comunque visibile da tutte le aree abitate della Terra. Il periodo migliore per la sua osservazione nel cielo serale è quello compreso fra febbraio e agosto.

## Storia delle osservazioni
Charles Messier si riferisce a quest'oggetto descrivendolo come una nebulosa molto debole e senza stelle, tributandone la scoperta a Pierre Méchain; fu in seguito riosservata da William Herschel, che la descrisse al contrario come una nube brillante (disponeva di un telescopio più potente) la cui luce diminuisce improvvisamente alla periferia. Per Lord Rosse è una nebulosa curiosa con un nucleo brillante posto più a sinistra.
In questa galassia il 21 marzo 2013 è stata scoperta una supernova, 2013am.

## Caratteristiche

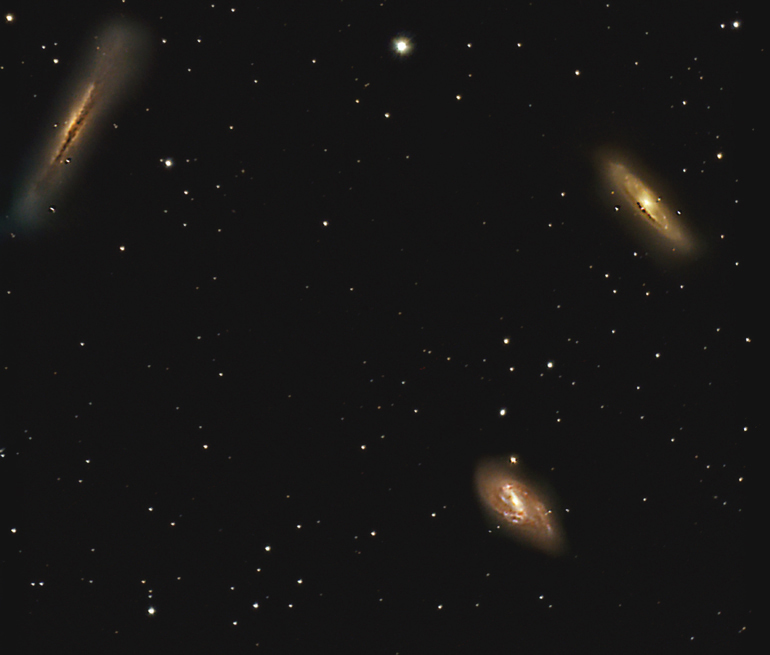
Il Tripletto del Leone.

La galassia dista 22 milioni di anni luce da noi; la sua magnitudine apparente è 9,3 ed è quindi meno luminosa della sua compagna M66. La sua morfologia secondo la sequenza di Hubble è Sa, dunque una galassia spirale, sebbene sia vista da un'angolazione molto inclinata, per cui la si può osservare quasi di taglio; i bracci di spirale sono attraversati da un sistema di polveri oscure, in cui nelle immagini ad alta risoluzione sono evidenti stelle azzurre molto luminose, segno che è in atto la formazione stellare. Il suo diametro reale sarebbe di 70000 anni luce e la sua massa pari a 85 miliardi di masse solari.

## Il Tripletto del Leone
M65, M66 e NGC 3628 fanno parte di un gruppo di galassie simile al nostro Gruppo Locale, sebbene le sue componenti siano in maggiore interazione fra loro; un alone di idrogeno neutro collega le tre galassie, come esito di un incontro ravvicinato avvenuto circa 800 milioni di anni fa.

### Libri
- (EN) Stephen James O'Meara, Deep Sky Companions: The Messier Objects, Cambridge University Press, 1998, ISBN 0-521-55332-6.

### Carte celesti
- Toshimi Taki, Taki's 8.5 Magnitude Star Atlas, su geocities.jp, 2005. URL consultato il 7 novembre 2010 (archiviato dall'url originale il 5 novembre 2018). - Atlante celeste liberamente scaricabile in formato PDF.
- Tirion, Rappaport, Lovi, Uranometria 2000.0 - Volume I - The Northern Hemisphere to -6°, Richmond, Virginia, USA, Willmann-Bell, inc., 1987, ISBN 0-943396-14-X.
- Tirion, Sinnott, Sky Atlas 2000.0 - Second Edition, Cambridge, USA, Cambridge University Press, 1998, ISBN 0-933346-90-5.
- Tirion, The Cambridge Star Atlas 2000.0, 3ª ed., Cambridge, USA, Cambridge University Press, 2001, ISBN 0-521-80084-6.